# Allodia westerholti
Allodia westerholti är en tvåvingeart som beskrevs av Caspers 1980. Allodia westerholti ingår i släktet Allodia och familjen svampmyggor. Inga underarter finns listade i Catalogue of Life.